# Gungani

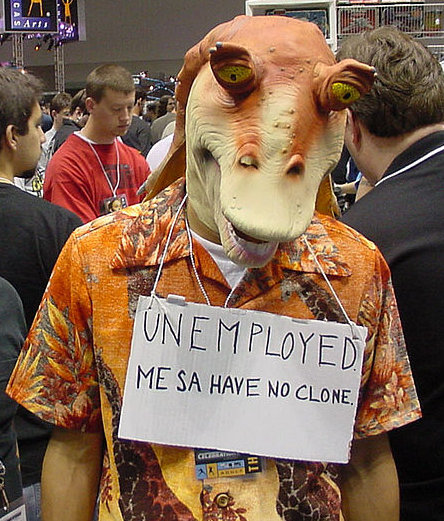
Kostým Jar Jar Binkse

Gungani jsou fiktivní rasou ze světa Star Wars. Obývají fiktivní planetu Naboo. Poprvé se objevili v chronologicky první epizodě, ve Skryté hrozbě. Nejznámějšími Gungany jsou Boss Nass a Jar Jar Binks. Gunganská rasa žije pod hladinou rozsáhlých oceánů, v podmořských městech, hlavním městem je Otoh Gunga. K dorozumívání užívají tzv. gunganský standard, který je kombinací jejich původní gunganštiny a galaktického standardu. 
Gungani jsou původními obyvateli na Naboo a žijí v ústraní od populace lidí. Obě rasy žily dlouho ve vzájemné nevraživosti a spojil je až odpor ke společnému nepříteli, invazní armádě droidů Obchodní federace. Ta po invazi ještě dlouho pokládala lidské obyvatele na Naboo za jedinou skutečnou sílu, kterou je třeba pokořit k ovládnutí planety. Nepočítala však s masivním odporem početnějších domorodců, které podceňovala jako slabé a primitivní.

## Popis
Gungani jsou štíhlí a vysocí dvounozí obojživelníci, měřící v dospělosti v průměru 1,9 metru.Mají oranžovou a žlutou barvu kůže. Hlavu pokrývá tuhá kůže. Gungani mají zobákovitá ústa se silným chrupem a chameleónským jazykem, taky velmi dlouhé uši a oči mají vystouplé. Jejich kostra je chrupavčitá a stejně jako silné nohy s vyztuženými koleny je uzpůsobena pro plavání.Na rukách i nohách mají blány.
Gungani jsou všežravci, ale většinou se živí mořskými živočichy, tedy masitou stravou.

## Společnost

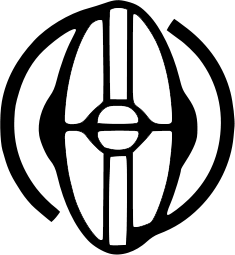
Znak Gunganů

Gunganská společnost se skládá z mnoha klanů a osad. Mezi různými klany existují fyzické rozdíly, avšak životní filosofie a vlastnosti zůstávají všem společné. Nejvýznamnějšími formami mezi Gungany jsou Ankura a nejpočetnější Otolla. Ankurská rasa je robustnější, bez zobákovitých úst a dlouhých uší, což způsobil jejich delší pobyt na pevné zemi.
Gungani jsou nejtěsněji spojeni s tvory zvanými kaadu, které s sebou vzali i při přesunu pod mořskou hladinu.

## Technologie
Gungani jsou technologicky vyspělou rasou, preferující technologie využívající více organickou hmotu než mechanické stroje. Kopulovité báně, chránící města před vodou, udržují pomocí hydrostatických polí. Biotechnologie jsou využívány i na výrobu energokoulí, ponorek a zbraní.